# Ibbalakahalli, Ramanagara
Ibbalakahalli là một làng thuộc tehsil Ramanagara, huyện Ramanagara, bang Karnataka, Ấn Độ.